# Carlin (Nevada)
Carlin je město v okrese Elko County ve státě Nevada ve Spojených státech amerických. Žije zde přibližně 2 100 obyvatel.
Do oblasti byla v roce 1868 přivedena železnice společnosti Central Pacific Railroad a téhož roku zde vzniklo městečko. To bylo později pojmenována po generálovi Williamu Carlinovi z dob občanské války. V roce 1925 byla zřízena městská samospráva.
Městem prochází dálnice Interstate 80.